# William Gladstone
William Gladstone (29. prosinec 1809 – 19. květen 1898) byl britský státník, člen Liberální strany, který po čtyři funkční období zastával funkci premiéra. Vykonával i funkci ministra financí a prosazoval přijetí zákona, který zavedl samosprávu Irska.
Byl také známým a dlouholetým rivalem vůdce Konzervativní strany Benjamina Disraeliho. Jeho vztahy s královnou Viktorií byly po většinu politické kariéry napjaté. Winston Churchill a někteří další britští politici ho považovali za svůj vzor.

## Mládí
Narodil se 29. prosince 1809 v Liverpoolu jako čtvrtý syn obchodníka Johna Gladstoneho a jeho druhé ženy Anny. Navštěvoval nejdříve školu v Seaforthu, nedaleko domu jeho rodiny. Později studoval na Eton College a od roku 1828 na Christ Church v Oxfordu. Na univerzitě získal pověst výtečného řečníka. V době studií byl členem strany toryů a kritizoval záměry whigů na volební reformu.
Po ukončení studií cestoval se svým bratrem Johnem po Evropě. Po návratu do země byl roku 1832 zvolen poslancem Dolní sněmovny za obvod Newark. Roku 1833 vstoupil do Lincoln's Inn, aby se stal právníkem, ale roku 1839 požádal o vymazání ze seznamu obhájců.
V dolní komoře parlamentu byl na počátku disciplinovaným toryem a kritizoval záměr zrušení otroctví. Po několik let vykonával méně významné vládní funkce. Roku 1838 vydal svou první knihu, ve které obhajoval státní politiku podporující fungování Anglikánské církve. Následující rok se oženil s Kateřinou Glynnovou.

## Ministr financí
Ve vládě Roberta Peela zastával méně důležité pozice. Krátce po prosazení zrušení cla na obilí tato vláda padla a poté následoval Peela v rozchodu s hlavním směrem v Konzervativní straně. Po jeho smrti se stal vůdčím představitelem této skupiny politiků v dolní komoře parlamentu.
Roku 1852 se stal ministrem financí v koaliční vládě whigů a křídla konzervativců, stoupenců Peelovy politiky. Jeho první státní rozpočet roku 1853 byl téměř dokončením práce, kterou dříve zahájil Peel. Podařilo se mu zjednodušit daňový systém, zrušit 123 daní a dalších 133 snížit. Platnost zákona o dani z příjmu vypršela, ale podařilo se mu ji prodloužit o dalších sedm let. Snažil se dosáhnout rovnováhy mezi přímými a nepřímými daněmi. Měl v úmyslu zrušit i daň z příjmu, ale bylo zřejmé, že to závisí na rozsahu státních výdajů. Rozšířil tak počet plátců této daně snížením hranice pro výběr ze 150 liber na 100. Předpokládal, že čím vyšší bude počet plátců daně, tím vyšší bude i tlak na vládu na její zrušení a na snížení státních výdajů.
Roku 1859 se stal ministrem financí ve vládě sestavené Henrym Templem. Stav veřejných financí byl neutěšený s dluhem téměř 5 miliónů liber. Podobně jako Peel nechtěl snížit dluh půjčkou a tak zvýšil sazbu daně z příjmu. Rozpočet na rok 1860 byl předložen v únoru spolu s dohodou o volném obchodu mezi Británií a Francií. Na počátku roku 1859 existovalo 419 daní, zatímco rozpočet na následující rok redukoval jejich počet na 48 a 15 z nich pokrylo podstatný příjem státního rozpočtu. Pro financování schodku zrušených nepřímých daní byla daň z příjmu zachována a částečně zvýšena.

## První období
John Russell se z politiky stáhl roku 1867 a Gladstone se po něm stal vůdčí postavou Liberální strany. Po volbách roku 1868 se stal premiérem.
V tomto období jeho politiku charakterizoval zájem o zvýšení svobody jednotlivce a odstranění politických a ekonomických restrikcí. Prvním úkolem bylo snížení veřejných výdajů za předpokladu, že společnosti bude prospěšné, když vydělané prostředky utratí dle svého záměru. Zahraniční politika byla zaměřena na udržení míru, tak aby byly sníženy vojenské výdaje a uvolnil se prostor pro mezinárodní obchod. Byla provedena i reforma zákonů, které omezovaly svobodnou činnost občanů.
Jeho návrh na zrušení Irské církve vedl ke sjednocení Liberální strany roku 1868. Zákon rušící povinnost Irů římskokatolického vyznání platit desátky na podporu Anglikánské církve byl přijat roku 1869. V následujícím období byly pak přijaty další reformní zákony, týkající se různých oblastí veřejné správy.
Ve všeobecných volbách roku 1874 utrpěli liberálové porážku a Gladstone se přechodně stáhl z vedení strany.

## Druhé období
Roku 1880 liberálové ve volbách zvítězili a jejich vůdce Spencer Cavendish přenechal sestavení vlády Gladstonemu.
V tomto období byla ukončena druhá anglo-afghánská válka i první búrská válka. Nicméně nemohl splnit svůj slib, že se stáhne z Egypta. V červnu 1882 došlo v Alexandrii k nepokojům při nichž bylo usmrceno asi 300 lidí. Protiegyptská nálada v parlamentu přinutila vládu vyslat do Egypta expediční sbory, aby obnovily ve městě pořádek.
Roku 1881 podpořil přijetí zákona platného pro Irsko, který dovoloval jeho správci zadržovat ve vazbě kohokoli tak dlouho jak bude považováno za nezbytné. Prosadil i další reforma volebního práva – volební právo bylo přiznáno i občanům venkovských oblastí za podmínek stejných jaké platily pro městské obvody a později byla omezena i možnost duplicitní účasti ve volbách.
Porážka generála Gordona roku 1885 v Chartúmu způsobila velkou ránu jeho popularitě. Mnozí byli toho názoru, že zanedbal přípravu vojenské operace a že nereagoval dostatečně rychle, aby podpořil obléhaného Gordona. Tentýž rok rezignoval a odmítl královninu nabídku na povýšení do šlechtického stavu.

## Třetí období
Roku 1886 se jeho strana spojila s irskými nacionalisty, aby porazila vládu Roberta Cecila. Gladstone se stal premiérem a zároveň vykonával funkci strážce tajné pečeti. Poprvé také přednesl návrh zákona, který měl Irsku zajistit vlastní samosprávu a národní autonomii. Tento dokument rozdělil názory liberálů (část se jich odloučila, aby vytvořila stranu liberálních unionistů) a zákon byl při druhém čtení zamítnut. To vedlo k pádu vlády jen několik málo měsíců po jejím sestavení.

## Čtvrté období
Výsledky voleb roku 1892 vedly k vytvoření menšinové vlády vedené Gladstonem počtvrté a naposledy. V 82 letech byl nejstarší osobou, která nastoupila do funkce předsedy vlády, a když v 84 letech odstoupil, byl nejstarší osobou, která tuto funkci vykonávala. Jeho volebním příslibem bylo zajištění samosprávy a autonomie pro Irsko a zrušení Skotské a Waleské církve. Druhý návrh zákona ustanovujícího irskou samosprávu prošel dolní komorou parlamentu, ale byl odmítnut Sněmovnou lordů.
V prosinci 1893 navrhla opozice rozšíření královského námořnictva, které, jako zastánce úsporných vládních výdajů, odmítl. Odporoval i vyhlášení nové dědické daně. 1. března 1894 ve svém posledním projevu v parlamentu apeloval pro přehlasování veta Sněmovny lordů. 2. března rezignoval na funkci předsedy vlády a královna pověřila sestavením nové Archibalda Primroseho.

## Pozdní období
Roku 1895 odkázal 40 000 liber a větší část své knihovny na založení veřejné knihovny v Hawardenu.
Zemřel 19. května 1898 na hradu Hawarden. Rakev s jeho ostatky byla převezena londýnským metrem na státní pohřeb, po němž byl pohřben ve Westminsterském opatství.
Jeho syn Herbert Gladstone (1854–1930) byl ministrem vnitra (1905–1910) a generálním guvernérem v Jižní Africe (1910–1914), mezitím s titulem vikomta vstoupil do Sněmovny lordů.